# Семья Опперман
«Семья Опперман» (нем. Die Geschwister Oppermann) — роман Лиона Фейхтвангера, вышедший в 1933 году. Это второй роман в трилогии Wartesaal («Зал ожидания»), повествующей о восхождении нацизма в Германии; первая часть трилогии — «Успех» (1930), последняя — «Изгнание» (1940). В том же году, когда был написан роман, нацисты полностью захватили власть, и автор опубликовал роман уже в эмиграции.

## История создания
Роман был написан в период прихода к власти в Веймарской республике нацистов в 1933 году, в том же году Адольф Гитлер стал канцлером.
Фейхтвангер, немецкий еврей , уже известный своей критикой НСДАП, в этом году был лишен гражданства, его имущество в Берлине было конфисковано, произведения включены в списки «не-немецкой» литературы, которая была публично сожжена в мае, и ему навсегда запретили публиковаться в Третьем Рейхе. Роман был впервые напечатан голландским издательством Querido Verlag, когда автор уже находился во Франции. Фейхтвангер писал о событиях, которые сам пережил.
В первом издании фамилия была изменена с Опперманна на Оппенгейм, а название — на «Семья Оппенгейм»; фамилия была исправлена в позднейших изданиях и переводах. Это произошло потому, что, когда роман готовился к печати, брат Фейхтвангера получил письмо с угрозами, в котором профессор Опперман, также лидер СА, доказывал, что его фамилия по происхождению арийская, восходящая к XIII веку, и требовал изменить фамилию персонажей.
Книга основана на исследовании, которое Фейхтвангер написал для киносценария, над которым он работал вместе с британским сценаристом Сидни Гиллиатом. Хотя проект был заказан британским премьер-министром Макдональдом, он так и не был завершен, поскольку Макдональд и его правительство приняли решение о курсе умиротворения нацизма и фашизма.

## Сюжет
Эммануэль Опперманн, купец, переехавший в Берлин, снабжает прусскую армию и открывает мебельную компанию. Главные герои — его внук Густав Опперманн, писатель, работающий над биографией Лессинга, и его братья Мартин — владелец семейного мебельного бизнеса, и Эдгар — известный врач. Действие происходит между ноябрем 1932 года, когда Густаву исполняется 50 лет, и концом лета 1933 года, когда в Германии полностью устанавливается гитлеровский режим. В то время как нацисты быстро строят свою диктатуру, многие немцы, не разделяющие их взгляды, а также некоторые евреи, настаивают на том, что все изменится и предпочитают пассивно ждать или игнорировать то, что происходит вокруг них.
Эдгар, успешный врач берлинской больницы, сталкивается с антисемитской кампанией, и позже штурмовые отряды выдворяют его из больницы. Мартин, глава семейного бизнеса Опперманов, вынужден объединить компанию с «арийским» немецким партнером.
17-летнего сына Мартина Бертольда исключают из футбольного клуба, несмотря на его спортивный талант, а в школе он подвергается агрессии со стороны учителя-нациста за отказ выразить свою лояльность новому режиму, что в конечном итоге приводит к его самоубийству.
Густав решает покинуть Германию и переехать в Швейцарию, но позже возвращается по фальшивому паспорту, чтобы стать активистом-антифашистом и документировать преступления нацистов. Его арестовывают и отправляют в концентрационный лагерь, но потом освобождают.

## Восприятие
Первое издание романа на немецком языке было продано тиражом в около 20 000 экземпляров. В целом по всему миру было продано около 250 000 экземпляров книги, и она была переведена более чем на 10 языков. Клаус Манн позже похвалил роман как «самое яркое и наиболее читаемое повествовательное описание бедствия, обрушившегося на Германию». 
В 2018 году Deutsche Welle поместили книгу в свой список «100 немецких книг, которые обязательно нужно прочитать» и написали, что в XXI веке она «считается одним из самых важных литературных произведений, документирующих падение демократии».

## Экранизации
- В 1938 году советский кинорежиссёр Григорий Рошаль снял экранизацию под названием «Семья Оппенгейм».
- В ФРГ в 1983 году по книге был снят телефильм.